# American Falls
American Falls è una città (city) degli Stati Uniti d'America, capoluogo della contea di Power, nello Stato dell'Idaho.